# Typ 63 (wyrzutnia rakietowa)
Typ 63 – chińska holowana wieloprowadnicowa wyrzutnia rakietowa składająca się z dwunastu prowadnic kalibru 107 mm, opracowana na początku lat 60. XX wieku.
Od 1963 roku do końca lat 90. XX wieku broń była powszechnie wykorzystywana przez wojska lądowe Chińskiej Armii Ludowo-Wyzwoleńczej. Niewielka liczba egzemplarzy pozostaje obecnie na wyposażeniu oddziałów piechoty górskiej, wojsk powietrznodesantowych i oddziałów specjalnych. Dodatkowo, wyrzutnie były eksportowane do wielu armii państw trzeciego świata.
Na podstawie wyrzutni Typ 63 opracowano samobieżną wieloprowadnicową wyrzutnię rakietową Typ 81.